# Prochilodus vimboides
Prochilodus vimboides is een straalvinnige vissensoort uit de familie van de nachtzalmen (Prochilodontidae). De wetenschappelijke naam van de soort is voor het eerst geldig gepubliceerd in 1859 door Kner.